# 2020년 하계 올림픽 마셜 제도 선수단
2020년 하계 올림픽 마셜 제도 선수단은 2021년 일본 도쿄에서 열린 2020년 하계 올림픽에 참가한 올림픽 마셜 제도 선수단이다.
마셜 제도는 2020년 도쿄 하계 올림픽에 참가했다. 원래 2020년 7월 24일부터 8월 9일까지 열릴 예정이었던 올림픽은 코로나19 범유행으로 인해 2021년 7월 23일부터 8월 8일로 연기되었다. 이번 하계 올림픽은 2008년 첫 대회 이후 마셜 제도의 네 번째 하계 올림픽 출전이었다. 대표단은 남자 1명, 여자 1명으로 구성되어 수영 2개 종목에 출전했다. 수영선수 필립 키노노(Phillip Kinono)가 남자 50m 자유형에 출전했다. 2016년 리우 올림픽 복귀 선수인 콜린 퍼거슨(Colleen Furgeson)은 여자 100m 자유형에 출전했다. 성평등을 장려하기 위한 노력의 일환으로 처음으로 올림픽에는 남성 1명, 여성 1명으로 구성된 기수 2명이 출전하는 것이 허용되었다. 퍼거슨과 키노노는 개막식에서 기수로서 마셜 제도 선수단을 이끌고 있다. 그러나 마셜 제도는 아직 사상 첫 올림픽 메달을 획득하지 못했다.

## 같이 보기
- 올림픽 마셜 제도 선수단